# Liste der Kulturdenkmäler in Landscheid
In der Liste der Kulturdenkmäler in Landscheid sind alle Kulturdenkmäler der rheinland-pfälzischen Ortsgemeinde Landscheid einschließlich der Ortsteile Burg an der Salm und Niederkail aufgeführt. Grundlage ist die Denkmalliste des Landes Rheinland-Pfalz (Stand: 10. August 2023).

## Einzeldenkmäler
| Bezeichnung                           | Lage | Baujahr                           | Beschreibung                                                                             | Bild                           |
| ------------------------------------- | --- | --------------------------------- | ---------------------------------------------------------------------------------------- | ------------------------------ |
| Wegekreuz                             | Landscheid, Burger Straße, Ecke Großlittger Straße Lage                                                      | 1685                              | Schaftkreuz, bezeichnet 1685                                                             | Fotos hochladen                |
| Gedenkstein                           | Landscheid, Burger Straße, bei Nr. 5 Lage                                                                    | 1928                              | Basalt, bezeichnet 1928                                                                  | BW                             |
| Dank-Kapelle von Johann-Kreuz         | Landscheid, Burger Straße, bei Nr. 26 Lage                                                                   | 18. oder 19. Jahrhundert          | Wegekapelle; schlichter Putzbau, Nischenrelief, 18. oder 19. Jahrhundert                 | Fotos hochladen                |
| Wegekreuz                             | Landscheid, Burger Straße, bei Nr. 33 Lage                                                                   | 1746                              | Schaftkreuz, bezeichnet 174[6]                                                           | BW                             |
| Wohnhaus                              | Landscheid, Hauptstraße 64 Lage                                                                              | 1902                              | bezeichnet 1902, im Kern eventuell älter, Wirtschaftsflügel                              | BW                             |
| Wegekreuz                             | Landscheid, Hauptstraße, hinter Nr. 68/70 Lage                                                               | 1686                              | Schaftkreuz, bezeichnet 1686                                                             | BW                             |
| Katholische Pfarrkirche St. Gertrud   | Landscheid, Hauptstraße 90 Lage                                                                              | 1865                              | fünfachsiger Saalbau, Rundbogenstil, 1865                                                | BW                             |
| Friedhofskapelle und -kreuz           | Landscheid, Hauptstraße, bei Nr. 90 auf dem Friedhof Lage                                                    | um 1865                           | Friedhofskapelle mit Kreuzigungsrelief, um 1865; neugotisches Friedhofskreuz, um 1850/60 | BW                             |
| Wegekreuz                             | Landscheid, Maarstraße, an Nr. 1 Lage                                                                        | 1804                              | spätbarockes Schaftkreuz, bezeichnet 1804                                                | BW                             |
| Wegekreuz                             | Landscheid, Maarstraße, bei Nr. 13 Lage                                                                      | 188[x]                            | Gedenkkreuz, bezeichnet 188[x]                                                           | BW                             |
| Wegekreuz                             | Landscheid, Niederkailer Straße, Ecke Schulstraße Lage                                                       | 1679                              | Schaftkreuz, bezeichnet 1679                                                             | BW                             |
| Wegekreuz                             | Landscheid, nördlich von Altenhof am alten Weg nach Himmerod Lage                                            | 1581                              | Balkenkreuz, Basalt, angeblich bezeichnet 1581                                           | BW                             |
| Wegekreuz                             | Landscheid, nördlich von Hof Hau Lage                                                                        | 1896                              | neugotisches Altarkreuz, bezeichnet 1896                                                 | BW                             |
| Wegekreuz                             | Landscheid, nordwestlich des Ortes an der K 7 Lage                                                           | 1706                              | Balkenkreuz, Rotsandstein, bezeichnet 1706                                               | BW                             |
| Wegekapelle                           | Landscheid, nordwestlich von Altenhof Lage                                                                   | 1849                              | Putzbau, bezeichnet 1849; wohl bauzeitliche Pietà; Reste eines Wegekreuzes               | BW                             |
| Wegekreuz                             | Landscheid, östlich von Altenhof an der K 5 Lage                                                             | 1702                              | Schaftkreuz, bezeichnet 1702                                                             | BW                             |
| Katholische Filialkirche St. Anna     | Landscheid, nordwestlich des Ortes (Hof Hau, Simeonstraße 5) Lage                                            | erste Hälfte des 20. Jahrhunderts | dreiachsiger Saalbau, wohl aus der ersten Hälfte des 20. Jahrhunderts                    | BW                             |
| Landscheider Mühle                    | Landscheid, südlich des Ortes (Landscheider Mühle 1) Lage                                                    | um 1830                           | Mühlenwohnhaus, um 1830; Ökonomie, Scheune bezeichnet 1867                               | BW                             |
| Wegekreuz                             | Landscheid, südlich von Hof Hau im Kailbachtal an der ehemaligen K 5 Lage                                    |                                   |                                                                                          | BW                             |
| Josef-Kapellchen                      | Landscheid, südwestlich des Ortes am Ende des Bergsporns zwischen den Tälern von Kailbach und Assenbach Lage | 1809                              | Wegekapelle, Putzbau; Schaftkreuz, bezeichnet 1809                                       | BW                             |
| Wegekreuz                             | Burg an der Salm, Im Gartenfeld, Ecke Mühlenweg Lage                                                         | 1681                              | Schaftkreuz, bezeichnet 1681                                                             | BW                             |
| Katholische Filialkirche Heilig Kreuz | Burg an der Salm, Salmstraße 2 Lage                                                                          | 1908                              | dreiachsiger neugotischer Saalbau, 1908                                                  | BW                             |
| Heiligenhäuschen und Wegekreuz        | Burg an der Salm, südwestlich des Ortes an einer Feldweggabelung Lage                                        |                                   | Heiligenhäuschen, Sandstein, bezeichnet 1776; Schaftkreuz, spätes 17. Jahrhundert        | weitere Bilder Fotos hochladen |
| Kriegerdenkmal                        | Niederkail, Brückenstraße, Ecke Trierer Straße Lage                                                          | 1920er oder 1930er Jahre          | Kriegerdenkmal 1914/18                                                                   | BW                             |
| Wohnhaus                              | Niederkail, Peter-Zirbes-Straße, neben Nr. 11 Lage                                                           | 1822                              | kleines Wohnhaus, bezeichnet 1822                                                        | BW                             |
| Katholische Filialkirche St. Hubertus | Niederkail, St.-Hubertus-Straße 28 Lage                                                                      | 1777                              | zweiachsiger Saalbau, 1777, wohl nach 1945 erweitert und Turm hinzugefügt                | BW                             |
| Quereinhaus                           | Niederkail, St.-Hubertus-Straße 30 Lage                                                                      | 19. Jahrhundert                   | 19. Jahrhundert                                                                          | BW                             |
| Wegekreuz                             | Niederkail, südöstlich des Ortes am Weg nach Hof Mellich und Arenrath Lage                                   | 1678                              | Schaftkreuz, bezeichnet 1678                                                             | BW                             |
| Wegekreuz                             | Niederkail, südwestlich von Mulbach an der K 6 Lage                                                          | 1885                              | neugotisch, Rotsandstein, bezeichnet 1885                                                | BW                             |
| Wegekapelle                           | Niederkail, westlich des Ortes (Hof Mulbach, bei Nr. 1) Lage                                                 | 18. oder 19. Jahrhundert          | Putzbau, Pietà, 18. oder 19. Jahrhundert                                                 | BW                             |